# چارلز کوبرن
 چارلز دوویل کوبرن (انگلیسی: Charles Douville Coburn؛ ۱۹ ژوئن ۱۸۷۷ – ۳۰ اوت ۱۹۶۱) هنرپیشه اهل ایالات متحده آمریکا بود. فیلم های سینمایی بهشت می‌تونه صبر کنه ، راپسودی در بلو ، کسی دختر مرا دیده؟ و جان پل جونز از جمله آثاری هستند که کوبرن در آن ها حضور داشته است.

## جوایز
- جایزه اسکار بهترین بازیگر نقش مکمل مرد

## فیلم‌شناسی
- مادر مجرد (۱۹۳۹)
- فلوریان (۱۹۴۰)
- ردیف پادشاهان (۱۹۴۲)
- هرچه بیشتر، خوشحال‌تر (۱۹۴۳)
- بهشت می‌تونه صبر کنه (۱۹۴۳)
- ویلسون (فیلم) (۱۹۴۴)
- راپسودی در بلو (۱۹۴۵)
- کسی دختر مرا دیده؟ (۱۹۵۲)
- جان پل جونز (۱۹۵۹)